# Niklaus Geisler
Niklaus Geisler oder Nikolaus Geißler (* 7. April 1585 in Schweinfurt; † um 1665 in Luzern) war Bildhauer und Architekt der deutschen Spätrenaissance und wirkte in Luzern und Umgebung.
Sein bekanntestes Werk ist die Kirche St. Leodegar im Hof in Luzern, bei der er von 1633 bis 1650 sowohl als Architekt als auch als Bildhauer für die gesamte Innenausstattung verantwortlich war. Diese umfasst das Chorgestühl, den Hochaltar und zehn weitere Altäre, die Kanzel, die Bestuhlung des Kirchenschiffs, das Orgelgehäuse und zahlreiche Statuen.
Weitere Werke von ihm sind die Kanzel der Franziskanerkirche in Luzern (1628) und Pläne des Klosters Werthenstein (1631).